# Калатуша
Калатуша –  традиційний  український суп Полісся, страва кухні у стилі «Ф'южн».

## Історія появи страви
За одним із переказів, це блюдо придумала жінка, що полюбляла страви з грибів, а її чоловік-рибалка – рибу. Щоб не готувати щоразу кілька страв, вона вирішила поєднати ці два продукти. 
Походження слова «калатуша»: страву заколочують із різних інгредієнтів.

## Загальна технологія приготування
Готується з поєднання сушених білих грибів, риби (короп, карась, минтай), борошна, вершкового масла, олії, смажених овочів (буряк, морква, селера, помідори, цибуля), запашного перцю, лаврового листя, кропу, петрушки, солі та перець. Із грибами також  можна експериментувати. Головне – дотримуватися балансу смаку.
У різних регіонах існують різні варіанти приготування калатуші .

## Як приготувати поліський суп «калатуша»

### Інгредієнти
- короп - 1 штука;
- сухі білі гриби - 40 грамів;
- морква - 2 штуки;
- селера - 1 штука;
- засмажка (буряк, морква, цибуля, томат) - 50 грамів;
- соняшникова олія - 2 столові ложки;
- борошно - 70 грамів;
- вершкове масло - 50 грамів;
- сіль, перець, кріп, петрушка, лавровий лист, духмяний перець - за смаком.

### Процес приготування
1. Моркву та селеру нарізають великими шматками. Викладають овочі на деко, солять і змащують соняшниковою олією. Запікають їх у духовці 30 хвилин при температурі 180°C.
2. Готують засмажку з улюблених овочів (можна використати цибулю, буряк, томати).
3. Потім лаштують рибо-грибний бульйон. Нарізають коропа великими шматками, варять. Додають лавровий лист, духмяний перець та білі сушені гриби.
4. Із запеченої моркви та селери роблять пюре. Змішують борошно із вершковим маслом, щоб утворилося щось на зразок пісочного тіста.
5. Готовий бульйон проціджують через дрібне сито. Ставлять рідину на вогонь, замішують вершково-борошняне тісто, щоб бульйон загустів. Додають овочеву засмажку.
6. У тарілку накладають морквяне-селерове пюре та наливають бульйон. Смачного![2]

## Поради дієтолога
Калатуша – обідня страва, багата на білок, залізо, вітаміни та інші поживні речовини. Додавання овочевого пюре збагачує блюдо харчовими волокнами та мінералами. Вона може бути особливо корисною в холодну пору року, коли потрібно зігрітися і наїстися.
Побічною дією для споживання може бути алергія на інгредієнти або їх індивідуальна непереносимість, а також подагра, захворювання  шлунку та  підшлункової залози, при яких не рекомендовано вживати грибний та рибний бульйони.

## Цікаві факти
Атлас смаків світу (TasteAtlas) створив рейтинг найкращих кухонь світу за підсумками 2022 року. Усього в рейтингу – 95 позицій. До першої п’ятірки увійшли італійська, грецька, іспанська, японська й індійська кухні. 
Українська - посіла 41-ше місце. У списку найкращих українських страв (які рекомендують скуштувати туристові) – борщ, вареники, паска, кутя, котлета по-київськи, пампушки, банош, коливо тощо. Загалом 28 страв, серед яких і  чернігівська калатуша. Також серед рекомендованих Атласом смаків опинилися ще дві страви, які мають стосунок до  Чернігівщини – деруни та буряковий квас.